# 日本簀藻
日本簀藻（学名：Blyxa japonica），又名日本箦藻，为水鳖科箦藻属下的一个种。

## 扩展阅读
- 維基物種上的相關：日本簀藻